# Don Walchuk
Don Walchuk (n. 6 martie 1963, Melville⁠(d), Saskatchewan, Canada) este un jucător de curl ce a reprezentat Canada, medaliat olimpic. A participat la o ediție a Jocurilor Olimpice (2002) în care a câștigat o medalie de argint.

## Participări
Lista de mai jos prezintă principalele competiții la care a participat Don Walchuk de-a lungul carierei.
- curling at the 2002 Winter Olympics[*]